# Kult solarny

Krzyż słoneczny – najpopularniejszy symbol solarny.

Kult solarny (od łac. Sol, „Słońce”) a. heliolatria (od gr. helio-, „słońce” i latreía, „służba bogom”) – w dawnych kulturach oddawanie czci boskiej Słońcu oraz bóstwom solarnym z nim związanym bądź system wyznaniowy uznający Słońce jako prasiłę twórczą. Słońce było centralnym punktem wielu prehistorycznych i starożytnych religii. Słońce i jego ziemski przedstawiciel ogień były wówczas jedynymi źródłami światła i ciepła, a więc życia (było uważane za dawcę, ale też za niszczyciela życia). W konsekwencji często Słońce stawało się też symbolem nieskończoności, źródła energii i mocy życiowej, męskiego Stwórcy (zwykle Słońce utożsamiano z pierwiastkiem męskim – prawdy i oświecenia). Największą czcią Słońce darzyły ludy żyjące w strefie umiarkowanej Ziemi (w strefie podzwrotnikowej większym kultem otaczano Księżyc). Kult Słońca znano w Egipcie, Mezopotamii, Armenii. Słońce czcili starożytni Grecy, Persowie, Aztecy i Słowianie, a także Indianie Ameryki Północnej (Taniec Słońca). Prawie wszędzie Słońce występowało jednak jako bóstwo bezpośrednio podporządkowane lub tożsame głównemu bogu (lub też stanowiąc jego atrybut). W tym ostatnim przypadku następowała często personifikacja Słońca (jako całości lub jego stanów), w formie bóstwa solarnego – najpopularniejsi z nich to: egipski Ra, irański i indyjski, a także rzymski Mitra, nordycka Sol, słowiański Swaróg. Powszechnie uważa się, że kult słońca był punktem wyjścia wszystkich religii związanych z obrzędem całopalenia.
Współcześnie w Polsce funkcjonują dwa kościoły silnie związane z kultem solarnym: Wyznawcy Słońca oraz Kościół Ludzi Słońca. Obie wspólnoty czerpią inspirację z dawnych tradycji solarystycznych, adaptując je do współczesnych realiów duchowości.

## Zapożyczenia w chrześcijaństwie

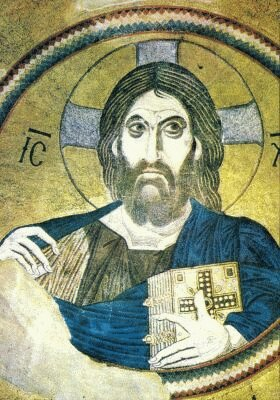
Zapożyczenie symboliki solarnej do ikonografii chrześcijańskiej. Krzyż słoneczny jako nimb.

Krzyż od dawien dawna (równocześnie w wielu kulturach), był pierwotnie świętym znakiem solarnym, boskim symbolem słońca i ognia, często także symbolem płodności. W pierwszych wiekach chrześcijaństwa próbowano skierować rzymski kult solarny na osobę Chrystusa – określając go jako sol verus („słońce prawdziwe”), sol salutis („słońce zbawienia”), sol iustitiae („słońce sprawiedliwości”) i lux mundi („światłość świata”). Solarną symbolikę wykorzystywano w ikonografii, liturgii, a pierwsze promienie Słońca i ich źródło – lux aeterna („światłość wieczną/wiekuistą”) chwalono w pieśniach. Ostatecznie „ochrzczono” także najpopularniejsze pogańskie święto rzymskie – Dies Natalis Soli Invicti, wyznaczając w tym samym dniu Święto Bożego Narodzenia. Współcześnie najwyraźniej ślady solaryzacji odnajdujemy choćby w ikonograficznym zapisie symbolu IHS lub dość często w kształcie monstrancji.